# Thorvald Aagaard

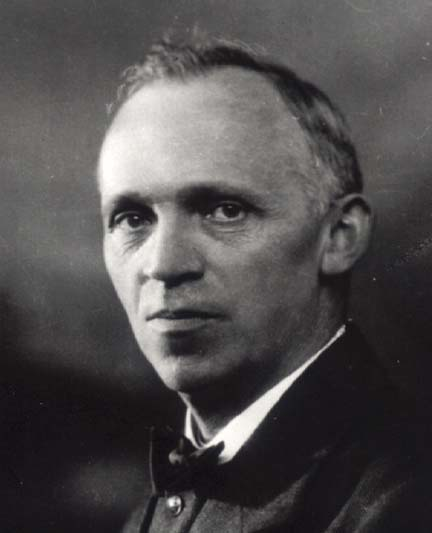
Thorvald Aagaard

Thorvald Aagaard (8 tháng 6 năm 1877 tại Rolsted, Faaborg-Midtfyn - 22 tháng 3 năm 1937 tại Ringe) là một nhà soạn nhạc, nghệ sĩ organ và giáo viên đại học người Đan Mạch.
Ông đã viết nhạc cho một số bài hát nổi tiếng trong một thời gian dài, chẳng hạn như "Spurven sidder stum bag kvist" (The sparrow sits in silence behind a twig) và "Jeg ser de bøgelyse øer" (I see the light beech islandsg). Cùng với các nhà soạn nhạc như Carl Nielsen, Oluf Ring và Thomas Laub, ông được coi là một trong những người sáng tạo ra nền âm nhạc đại chúng Đan Mạch.
Để tưởng nhớ Aagaard, một bức tượng được thiết kế bởi Søren West và được dựng lên ở Quảng trường Th. Aagaard, bởi Valgmenighed (Giáo đoàn tình nguyện) của Ryslinge, nơi Aagaard từng là nhạc công organ trong vài năm.